# El Junquet
El Junquet és una muntanya de 486 metres que es troba entre els municipis de la Bisbal de Montsant, a la comarca del Priorat i de la Palma d'Ebre, a la comarca catalana de la Ribera d'Ebre.
Al cim s'hi troba un vèrtex geodèsic (referència 254131001).